# Sergio del Molino

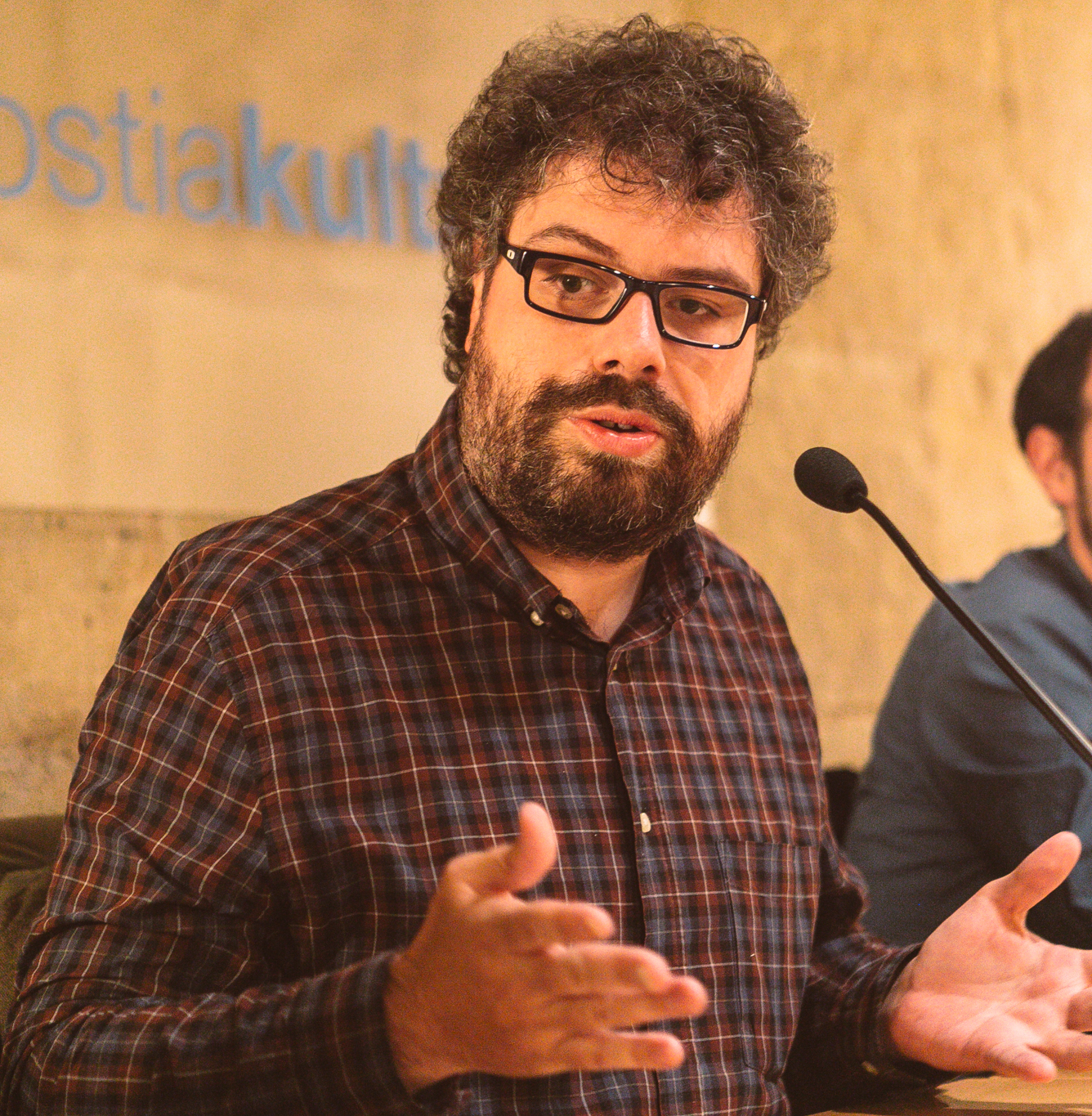
Sergio del Molino

Sergio del Molino Molina (* 16. August 1979 in Madrid) ist ein spanischer Schriftsteller und Journalist. Zu seinem Werken gehört unter anderem La España vacía, eine Abhandlung, die eine gesellschaftliche und politische Debatte über die Entvölkerung der ländlichen Gebiete und deren Auswirkungen auf das kollektive Bewusstsein der Spanier auslöste, wodurch der für die Entvölkerung Spaniens stehende Begriff der „España vaciada“ entstand.

## Werdegang
In Madrid geboren, verbrachte Sergio del Molino seine Kindheit und Jugend in Valencia und Zaragoza. 2009 erschien sein erstes Werk, eine Sammlung von Kurzgeschichten, mit dem Titel Malas influencias (Tropo Editores). Im selben Jahr veröffentlichte er den Essay Soldados en el jardín de la paz (Prames), eine Untersuchung im Stil eines Zeitungsberichts über die deutsche Kolonie in Zaragoza, der Stadt, in der er lebt. 2011 erschien El restaurante favorito de Nina Hagen (Anorak Ediciones), eine sehr persönlich geprägte Sammlung von Berichten und Zeitungsausschnitten.
Die Veröffentlichung seines ersten Romans No habrá más enemigo (Tropo Editores) im Jahr 2012 brachte ihm den ersten großen Erfolg in seiner literarischen Karriere ein. Das Werk wurde von den Kritikern gut aufgenommen und zählte im Mai 2012 zu den zehn meist empfohlenen Titeln der spanischen Buchhändler der CEGAL (=Verband spanischer Buchhändler). Nachdem er von der Verlagsgruppe Mondadori unter Vertrag genommen worden war, erschien 2013 La Hora violeta. In diesem Buch erzählt er von der Krankheit und dem Tod seines Sohnes Pablo, bei dem im Alter von 10 Monaten Leukämie diagnostiziert wurde und der kaum ein Jahr später daran starb. Der Roman gewann die Preise Ojo Crítico und Tigre Juan. Lo que a nadie le importa, der darauffolgende Roman von Sergio del Molino, erschien im Jahr 2014. Anhand der Figur seines Großvaters José Molina und der Geschichte seiner eigenen Familie porträtiert der Autor jene Generation von Spaniern, deren Leben vom Bürgerkrieg gezeichnet war und die niemals Helden waren, sondern einfache Überlebende in einem Spanien voller Schweigen und finsterer Orte.
Im Frühling 2016 veröffentlichte er La España vacía (erschienen im September 2022 unter dem deutschen Titel Leeres Spanien), eine Abhandlung über die Ursachen des Ungleichgewichts zwischen Stadt und Land und deren Auswirkungen auf das gesamte Land, das zu einem Referenzwerk für das Verständnis des heutigen Spanien geworden ist. In der Folge brachte das Buch das Problem der Landflucht auf die Titelseiten der Zeitungen sowie auf die politische Tagesordnung und hat den Ausdruck des leeren Spaniens geprägt, welcher zum gängigen Begriff geworden ist, um großen Teile des Landesinneren zu bezeichnen, die von ihren regionalen und demographischen Besonderheiten geprägt sind. Das Buch bekam fast einhellig die Unterstützung von Kritikern und Lesern, sodass seit der ersten Veröffentlichung alle Ausgaben Jahr für Jahr ausverkauft sind. Außerdem erhielt es den Buchpreis des Jahres der Madrider Buchhändler sowie den Premio Cálamo, den Preis der gleichnamigen Madrider Buchhandlung in der Kategorie „bestes Buch des Jahres“. Daneben wurde es von den wichtigsten Literaturbeilagen der spanischen Presse zu einem der Bücher des Jahres gewählt (Babelia in El País, El Periódico, La Vanguardia oder der spanischen Ausgabe von The New York Times).
Ein Jahr später, 2017, veröffentlichte Sergio del Molino La mirada de los peces (Random House), einen Roman über das Leben von Professor Antonio Aramayona. Der Aktivist für einen würdevollen Tod traf die Entscheidung, sich umzubringen, als sich seine Gesundheit verschlechterte. Dessen Lebenslauf nutzte Del Molino dazu, seine eigene Jugendzeit als Kind eines Arbeiterviertels in den 1980er und 1990er Jahren Revue passieren zu lassen. 2018 erschien ein weiterer Essay, Lugares fuera de sitio, der mit dem Literaturpreis Premio Espasa ausgezeichnet wurde. Nach dem Vorbild von La España vacía besuchte Sergio del Molino einige außergewöhnliche spanische Enklaven und unternahm einen weiteren Versuch, Spanien und die Spanier zu verstehen. Im selben Jahr erschien En el país del Bidasoa, ein kleiner Band, der eine Hommage an Pío Baroja darstellt.
2020 veröffentlichte Sergio del Molino zwei neue Werke. Das erste davon war Calomarde, el hijo bastardo de las luces (Libros del K.O.), eine Kurzbiografie über eine der politischen Schlüsselfiguren der ersten Hälfte des 19. Jahrhunderts in Spanien. Im Mai erschien La piel (Random House), ein Roman, in dem der Autor seine eigene Krankheit, die Schuppenflechte, zum Anlass nimmt, um uns mit dem Leben von einigen Persönlichkeiten vertraut zu machen, von Stalin, über Nabokov bis Pablo Escobar. Sie leiden wie er selbst darunter. Sergio del Molino denkt über Schönheit, körperliches Aussehen und die Folgen nach, wie es sich anfühlt, ein „Monster“ zu sein. 2021 veröffentlicht er Contra la España vacía, eine Abhandlung, in der er einige Ideen, die bereits in Leeres Spanien auftauchten, aufgreift und vertieft. Diese Abhandlung kratzt jedoch, nach den Worten des Autors, an „allen Analyse-Schichten“, die dem Konzept des entvölkerten Spaniens hinzugefügt wurde und reflektiert über die Entvölkerung und Spanien selbst aus einer etwas politischeren Perspektive.
2021 erscheint auch der von Ana Bustelo illustrierte Atlas sentimental de la España vacía, in dem Sergio del Molino 32 Geschichten aus diesen menschenleeren Regionen erzählt, die zum Dreh- und Angelpunkt seiner Erzählung geworden sind.
Als Journalist war er Berichterstatter der Zeitung Heraldo de Aragón. Aktuell arbeitet er als Kolumnenschreiber bei El País und als Mitarbeiter des Radiosenders Onda Cero und dessen Sendung Más de uno.

## Werke
2022 Un tal González, Barcelona : Alfaguara, ISBN 978-84-204-6317-9
2021 Atlas sentimental de la España vacía (Geoplaneta)
2021 Contra la España vacía (Alfaguara)
- Leeres Spanien. Reise in ein Land, das es nie gab. Übersetzung Peter Kultzen. Berlin: Klaus Wagenbach, 2022

2020 La piel (Alfaguara)
2020 Calomarde (Libros del K.O.)
2018 Lugares fuera de sitio (Espasa)
2018 En el País del Bidasoa (Ipso ediciones)
2017 La mirada de los peces (Random House)
2016 La España vacía (Editorial Turner) (Leeres Spanien. Reise in ein Land, das es nie gab. Aus dem Spanischen von Peter Kultzen, Klaus Wagenbach, Berlin 2022, ISBN 978-3-8031-3721-0.) 
2014 Lo que a nadie le importa (Random House)
2013 La hora violeta (Mondadori)
2012 No habrá más enemigo (Tropo Editores)
2011 El restaurante favorito de Nina Hagen (Anorak Ediciones)
2009 Soldados en el jardín de la paz (Prames)
2009 Malas influencias (Tropo Editores)

## Anthologien/Sammelbände
2014 Madrid, Nebraska. EE.UU en el relato español del siglo XXI. Ausgabe und Prolog von Sergi Bellver. Bartleby.